# Jacques Chirac
Jacques René Chirac (París, 29 de noviembre de 1932-París, 26 de septiembre de 2019) fue un político francés, presidente de la República Francesa desde 1995 hasta 2007. Anteriormente había ocupado el cargo de primer ministro de 1974 a 1976 y de 1986 a 1988, así como alcalde de París de 1977 a 1995.
Chirac comenzó su carrera como funcionario de alto nivel, ingresando a la política poco después. Chirac ocupó varios cargos de alto nivel, entre ellos el de ministro de Agricultura y el de ministro del Interior. En 1981 y 1988, se postuló sin éxito a la presidencia como abanderado del partido conservador gaullista Agrupación por la República (RPR). Las políticas internas de Chirac incluían inicialmente tipos impositivos más bajos, la eliminación de los controles de precios, un fuerte castigo para el crimen y el terrorismo, y la privatización de las empresas.
Después de aplicar estas políticas en su segundo mandato como primer ministro, Chirac cambió de opinión. Abogó por políticas económicas diferentes y fue elegido presidente en 1995, con el 52,6% de los votos en la segunda vuelta, superando al socialista Lionel Jospin, después de hacer campaña con una plataforma de sanación de la "fractura social".  Las políticas económicas de Chirac, basadas en el dirigismo, que permitían la inversión dirigida por el Estado, se oponían a las políticas de laissez-faire del Reino Unido bajo los ministerios de Margaret Thatcher y John Major, que Chirac describió como "ultraliberalismo anglosajón".
Chirac era conocido por su postura contra la invasión de Irak liderada por Estados Unidos, su reconocimiento del papel del gobierno colaboracionista francés en la deportación de judíos y su reducción del mandato presidencial de siete años a cinco mediante un referéndum en 2000. En las elecciones presidenciales de 2002, obtuvo el 82,2% de los votos en la segunda vuelta frente al candidato de extrema derecha, Jean-Marie Le Pen, y fue el último presidente en ser reelegido hasta 2022. En 2011, el tribunal de París declaró a Chirac culpable de desviar fondos públicos y abusar de la confianza pública, y le impuso una pena de prisión condicional de dos años.

## Biografía

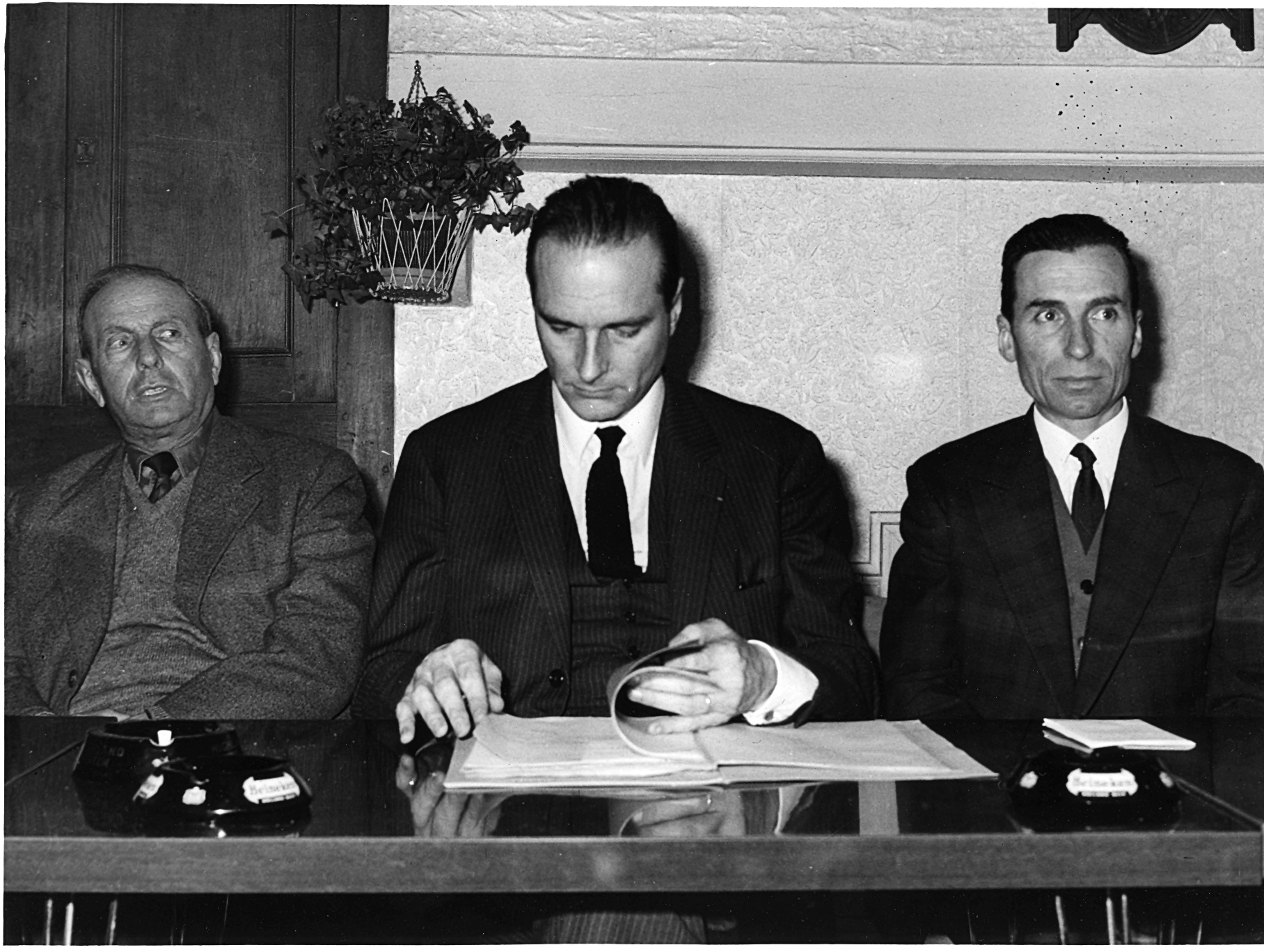
Chirac hacia 1960.

Nacido el 29 de noviembre de 1932 en París, se formó en el Colegio Louis-le-Grand, donde hizo el bachillerato. A espaldas de su padre, se fue luego a servir durante tres meses como marinero en un mercante de carbón.
Después estudió en el Instituto de Estudios Políticos de París. En 1953 asistió a un curso sin créditos en la escuela de verano de la Universidad de Harvard.
Contrajo matrimonio en marzo de 1956 con Bernadette Chodron de Courcel, con quien tuvo dos hijas, Laurence y Claude.
Residió en Argelia desde 1956 hasta 1958, antes de ingresar en la Escuela Nacional de Administración (ENA) como preparatorio para su carrera de funcionariado superior francés. Tras haber mostrado en su juventud una marcada simpatía con los comunistas, realizó su carrera política en las filas de la derecha parlamentaria, adhiriéndose a distintos grupos gaullistas.
En Estados Unidos, Chirac trabajó en Anheuser-Busch en San Luis, Misuri.
Chirac se formó como oficial de reserva en la caballería blindada de Saumur.  Luego se presentó voluntario para luchar en la guerra de Argelia, utilizando contactos personales para ser enviado a pesar de las reservas de sus superiores. Sus superiores no querían que llegara a ser oficial porque sospechaban que tenía inclinaciones comunistas. En 1965, se convirtió en auditor del Tribunal de Cuentas.

## Trayectoria política
Desde 1962 ocupó diversas secretarías de Estado junto al primer ministro Georges Pompidou. A sugerencia de este, en 1967 se presentó en la candidatura gaullista a la Asamblea Nacional y pasó a desempeñar un destacado cargo en el Ministerio de Asuntos Sociales. Cuando los disturbios estudiantiles y obreros sacudieron Francia en mayo de 1968, Chirac jugó un papel central en la negociación de una tregua.  Luego, como secretario de Estado de Economía (1968-1971), trabajó en estrecha colaboración con Valéry Giscard d'Estaing, que dirigía el Ministerio de Economía y Finanzas.
En 1972  se convirtió en Ministro de Agricultura y Desarrollo Rural. Chirac se ganó rápidamente una reputación de defensor de los intereses de los agricultores franceses. y atrajo la atención internacional por primera vez cuando atacó las políticas agrícolas de Estados Unidos, Alemania Occidental y la Comisión Europea que entraban en conflicto con los intereses franceses.
El 27 de febrero de 1974, tras la dimisión de Raymond Marcellin, Chirac fue nombrado ministro del Interior. El 21 de marzo de 1974, canceló el proyecto SAFARI por cuestiones de privacidad después de que su existencia fuera revelada por Le Monde.  A partir de marzo de 1974, el presidente Pompidou le confió los preparativos para las elecciones presidenciales previstas para 1976. Estas elecciones se adelantaron debido a la repentina muerte de Pompidou el 2 de abril de 1974.

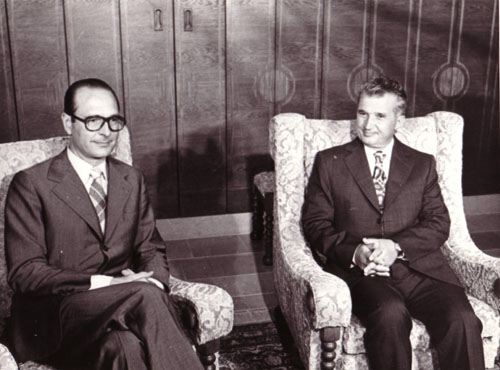
Fotografiado junto a Nicolae Ceaușescu en 1975.

Pompidou falleció en 1974 y Chirac, entonces ministro del Interior, consiguió la mayoría para el nuevo presidente, Valéry Giscard d'Estaing, aunque este no era gaullista. Chirac fue nombrado primer ministro en mayo de ese año, pero dimitió en agosto de 1976 quejándose del presidencialismo de Giscard d'Estaing y al final de ese año fundó su propio partido: Agrupación para la República (RPR, en sus siglas en francés).
En 1977 obtuvo la mayoría en las elecciones municipales de París, con lo que ocupó el cargo de alcalde de la capital francesa, preludio de su primera candidatura a la presidencia frente al propio Giscard en las elecciones presidenciales de 1981, en las que el candidato del Partido Socialista François Mitterrand consiguió la victoria por un estrecho margen, lo que inició un periodo presidencialista que duró 14 años (hasta mayo de 1995).
En 1986 fue nombrado primer ministro durante el periodo de ‘cohabitación’ con el socialista François Mitterrand como presidente de la República. En 1988 se enfrentó otra vez a este en las elecciones presidenciales, de las que salió derrotado (54 % frente al 45 %). Tras ese fracaso se concentró en su labor como alcalde de París. Cuando, en las elecciones legislativas de marzo de 1993, las distintas fuerzas conservadoras obtuvieron una amplia mayoría parlamentaria, Chirac se mantuvo al margen, lo que permitió que Édouard Balladur se convirtiera en el último primer ministro de Mitterrand, mientras él se disponía a afrontar un tercer intento para alcanzar la presidencia en la primavera de 1995.

### Presidencia (1995-2007)

#### Primer mandato (1995-2002)
Chirac consiguió la victoria frente al candidato socialista Lionel Jospin. Al convertirse en presidente de la República Francesa, también se convirtió en copríncipe de Andorra, desempeñando un cargo monárquico y uno republicano a la vez.

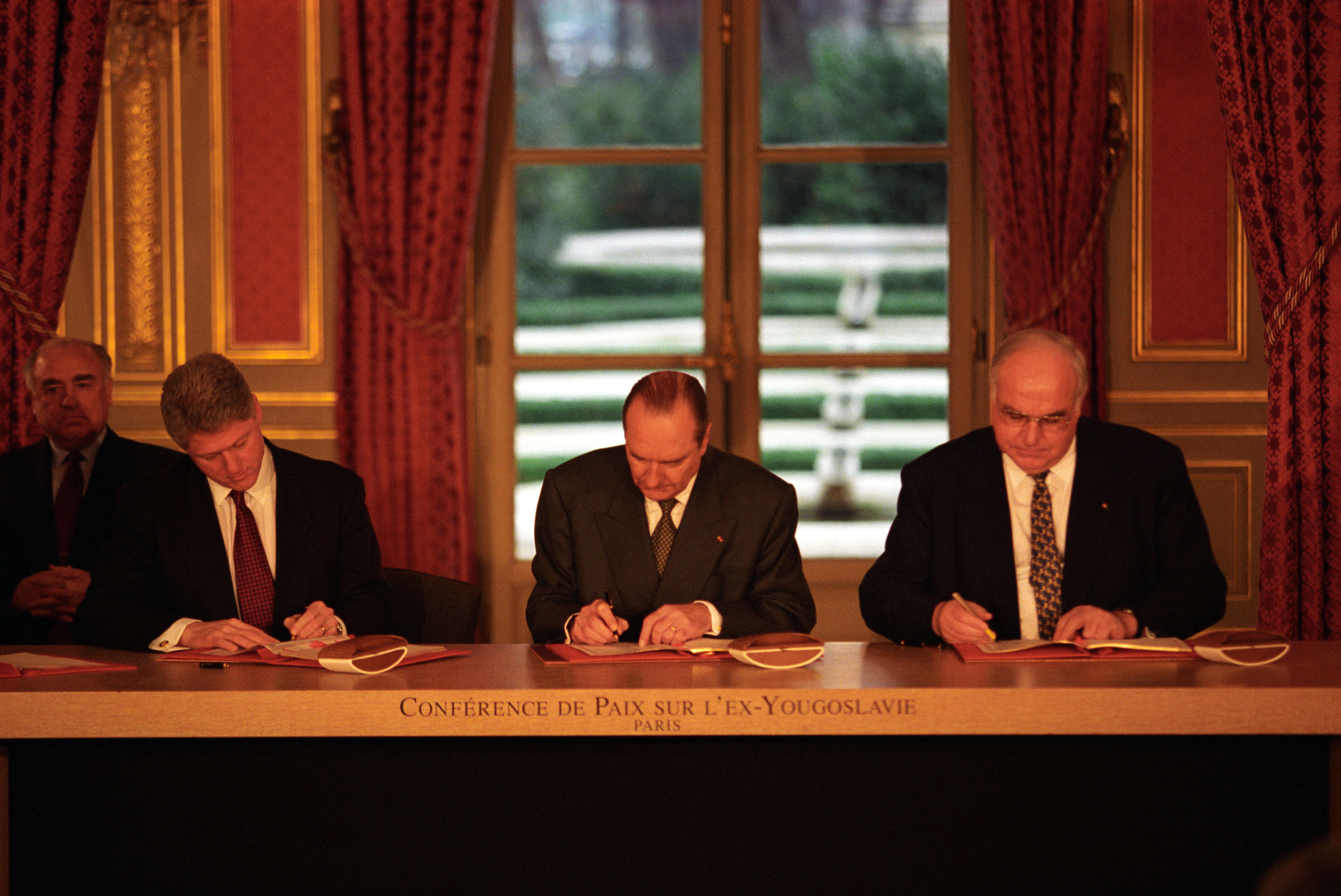
Chirac, Helmut Kohl y Bill Clinton en diciembre de 1995.

En ese mismo año ordenó la reanudación de las pruebas nucleares en la Polinesia Francesa, que habían terminado en enero de 1996, tras numerosas protestas nacionales e internacionales. Por este motivo le fue concedido el Premio Ig Nobel de la Paz en 1996.
Decidió convocar nuevas elecciones legislativas que se celebraron en mayo del año siguiente, con el objetivo de relanzar la política social y económica de su primer ministro, Alain Juppé. Sin embargo, los resultados obtenidos en la primera vuelta de las mismas llevaron a este último a presentar su dimisión como candidato a dicho cargo. La segunda vuelta de esas elecciones, celebrada el 1 de junio, supuso una desastrosa derrota de la coalición de derechas y dejó a Chirac en una situación difícil, obligado a ‘cohabitar’ con el vencedor, el socialista Lionel Jospin.
Su actitud en la crisis internacional de febrero de 1998, contraria al ataque estadounidense a Irak promovido por el gobierno estadounidense de Bill Clinton en castigo a la negativa iraquí a la inspección de su arsenal químico y biológico, facilitó la resolución final de la misma. El 22 de febrero, el secretario general de la Organización de las Naciones Unidas Kofi Annan logró un acuerdo con Sadam Huseín, por el cual este se comprometía a cumplir las decisiones de dicho organismo, que evitó el estallido del conflicto después de que Clinton aceptara el alcance de lo pactado. Chirac argumentó que no se podía aceptar sin permiso de la ONU una acción bélica contra un Estado miembro de dicho organismo.

#### Segundo mandato (2002-2007)
Nuevamente candidato presidencial en las elecciones celebradas en 2002, en primera vuelta, el 21 de abril, su nombre fue el más votado en las urnas, aunque solo obtuvo el 19,6 % de los sufragios, seguido por Jean-Marie Le Pen, líder del Frente Nacional que recibió el 17,07 % de los votos. El temor generado en el país por el programa de Le Pen motivó que todas las formaciones de izquierda, centro y derecha moderada solicitaran el voto para Chirac, que el 5 de mayo logró algo más del 82 % de los votos y resultó reelegido presidente de la República, iniciando su segundo mandato el 16 de mayo del corriente año.
El lunes 6 de mayo de 2002 nombró primer ministro al liberal Jean-Pierre Raffarin (perteneciente al partido de centro-derecha, Democracia Liberal) para sustituir a Jospin, que había dimitido tras su fracaso en la primera vuelta, y 24 horas más tarde formó un gobierno integrado básicamente por neogaullistas, lo que puso fin al periodo de ‘cohabitación’.
En el mes de junio, tuvieron lugar elecciones legislativas, donde la denominada Unión por un Movimiento Popular o UMP (coalición formada por su RPR y Democracia Liberal) obtuvo 357 escaños y, por tanto, la mayoría absoluta en la nueva Asamblea Nacional. Ante estos resultados Chirac pactó un nuevo ejecutivo con Raffarin, el cual fue confirmado como primer ministro. El 14 de julio de ese mismo año, tras todos esos acontecimientos electorales, Chirac fue objeto de un frustrado atentado contra su persona por parte de Maxime Brunerie, militante de un grupo ultraderechista, que le disparó durante el desfile que tuvo lugar en París con motivo de la fiesta nacional francesa.

En el año 2003, Chirac se erige como la principal figura de la oposición a la invasión de Irak por parte de una coalición internacional liderada por los Estados Unidos. La situación degenera hasta llevar a ambos gobiernos al punto más bajo en sus relaciones bilaterales. Gracias a esta acción Chirac fue considerado como candidato al premio Nobel de la Paz de ese año.

Chirac en Moscú en mayo de 2005

El martes 31 de mayo de 2005 nombró a Dominique de Villepin como primer ministro en reemplazo de Raffarin. Además, el poder neogaulista rechaza contestar a la crisis del régimen quinto-republicano, que llama a medidas constitucionales urgentes y profundas".
En cuanto al nivel de vida de los franceses, un dato significativo es que la brecha entre ricos y pobres se ha profundizado en Francia durante el periodo de 2004 a 2007. Según un estudio del INSEE (Institut National de la Statistique et des Études Économiques), «la población en general se ha vuelto más pobre en comparación con quienes perciben ingresos muy elevados, que han visto incrementos medios mucho más fuertes».
Jacques Chirac fue espiado por la NSA en 2006. Sin embargo, ya había sido espiado por agencias americanas en el pasado, cuando era primer ministro de Valéry Giscard d'Estaing. Tras renunciar a presentarse para un nuevo mandato, Chirac fue sucedido por Nicolas Sarkozy, ganador de las elecciones presidenciales de 2007.

### Unión Europea
Durante el primer mandato de Chirac se concretó la unión económica y monetaria europea. Como miembro del Consejo Europeo participó en la cumbre que reunió en Bruselas a los principales mandatarios de la Unión Europea (UE) en 1998 y aprobó la definitiva lista de los once países que integrarían el grupo de vanguardia de la recién creada moneda única europea, Francia entre ellos.
El 9 de diciembre de 1996 firmó en secreto un acuerdo militar con el canciller alemán Helmut Kohl, que suponía la coordinación entre los ejércitos de los dos países dentro de la Organización del Tratado del Atlántico Norte (OTAN). Junto con Gerhard Schröder, sucesor de Kohl en la Cancillería, Chirac reafirmó el eje franco-alemán, en el que los dos mandatarios compartieron las principales posturas frente a la política internacional, en particular en lo referente a la UE y la oposición a la Invasión de Irak.
El Tratado de Niza celebrado por el Consejo de la Unión Europea presidido por Chirac en diciembre de 2000 para modificar los tratados vigentes, entró en vigor en 2003 tras haber sido ratificado por los quince Estados miembros. Su propósito primario era reformar la estructura institucional para afrontar la ampliación de la Unión Europea, una tarea que tendría que haber llevado a cabo la Conferencia Intergubernamental del Tratado de Ámsterdam, que sin embargo no pudo resolver en casi ningún punto.Alemania había exigido tener mayor peso en el voto a causa de su mayor población, a lo cual se opuso Francia que insistió en que se mantuviera la tradicional paridad entre Francia y Alemania. El Tratado de Niza no había tratado la cuestión básica de la reforma institucional, ya que las instituciones de la Unión Europea seguían siendo demasiado complejas, por lo que en Niza se acordó el establecimiento de la Convención Europea que conduciría a una Conferencia Intergubernamental en 2004.
En la primavera de 2005, Chirac convocó un referendo sobre el Tratado por el que se establece una Constitución para Europa propuesto por la conferencia. El resultado fue una victoria del No con el 55 % de los votantes en contra y una participación del 69 %.

### Actividad posterior

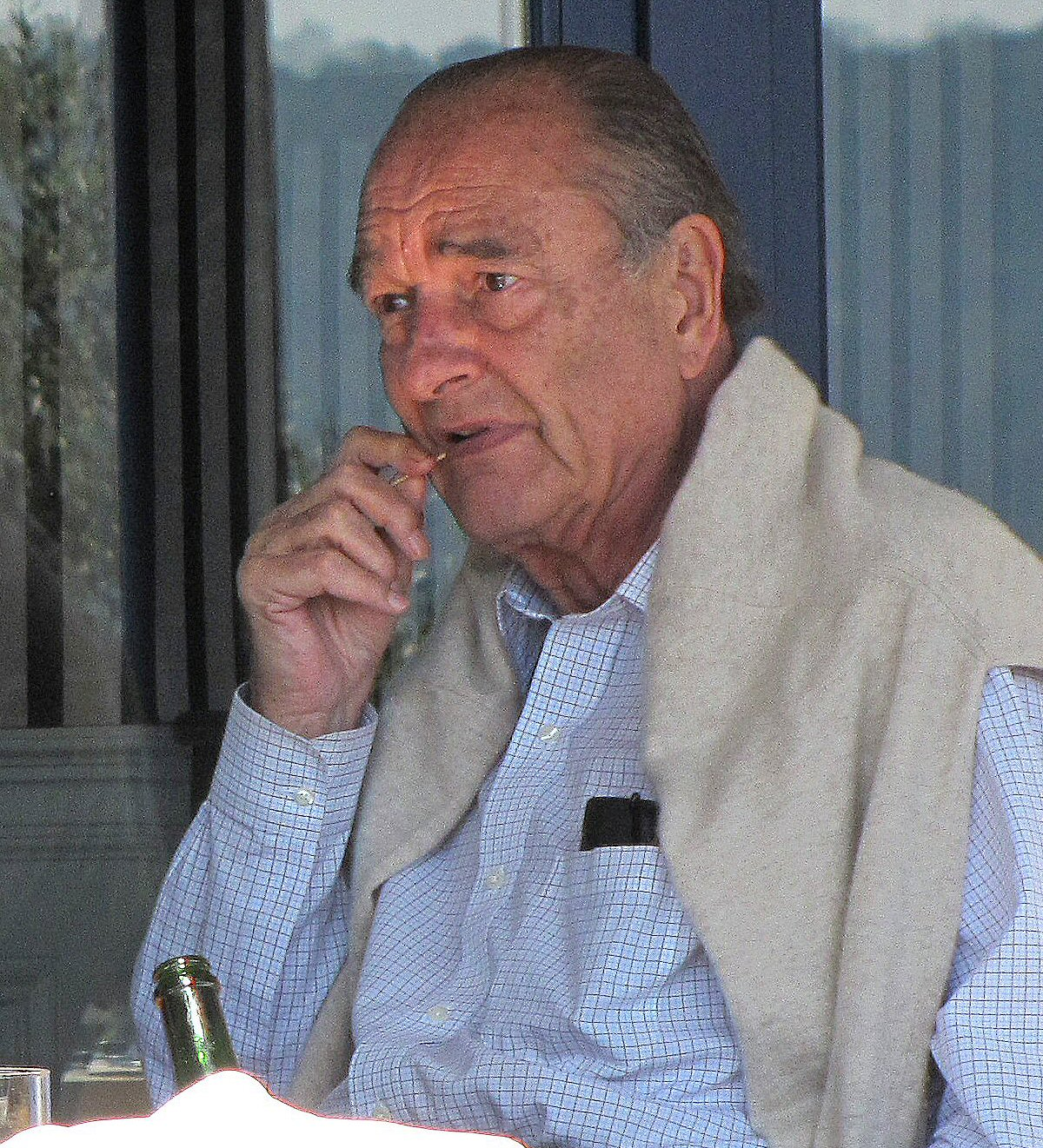
Fotografiado en 2010

El 21 de noviembre de 2007 fue imputado por desvío de fondos a miembros de su partido durante su mandato en la alcaldía de París entre 1977 y 1995. Ya había sido interrogado sobre la cuestión en julio de 2007, poco después de dejar la Presidencia de la República, en uno de los sumarios abiertos en 2002.
En diciembre de 2011, el Tribunal Correccional de París condenó a Chirac a dos años de prisión por malversación de fondos públicos en la contratación ficticia de funcionarios en el ayuntamiento parisino entre 1990 y 1995, pena que no llegó a cumplir.
Falleció el 26 de septiembre de 2019 en su domicilio de París.

## Distinciones
- Collar de la Orden de Isabel la Católica (1999)[53]
- Collar de la Orden de Carlos III (2006)[54]